# Madonna del Libro (Pontormo)
La Madonna del Libro è un dipinto a olio su tavola (120x102 cm) di Pontormo, databile al 1540-1545 circa e conservato in collezione privata.

## Storia e descrizione
L'opera è forse quella che Vasari descrisse come un "quadro di Nostra Donna" rinvenuto tra le cose del pittore nella sua abitazione dopo la sua morte, tra disegni, cartoni e modelli di terracotta e che in seguito fu donato dagli eredi del pittore a Piero Salviati. Opera densa di richiami michelangioleschi, è nota da numerose copie, tra le quali la migliore è forse quella in collezione privata pubblicata da Luciano Berti nel 1993. Ne esiste una anche nel Palazzo dell'Arte dei Beccai, di proprietà dell'Accademia delle arti del disegno.
Alcuni blocchi di pietra (un bastione?) fanno da sfondo alla Madonna col Bambino, dietro i quali si intravedono gli edifici di una città e una porta, con il falegname Giuseppe assistito da un fanciullo di spalle, oltre a un uomo stante che sospende la lettura dando uno sguardo enigmatico allo spettatore e una donna che sta salendo una scala.
La figura di Maria deborda nell'esuberanza del panneggio, che si increspa creando forme che trascendono la fisicità della donna, quasi a esaltarne alcuni snodi anatomici, come i seni e le gambe. Con la destra regge un libro e con la sinistra abbraccia il Bambino nudo che si accuccia su di lei, compiendo una torsione. Presenta forme allungate e un'anatomia calcata, che evidenzia una muscolatura ideale.